# KV28
A KV28 é uma tumba no Vale dos Reis em Egito inicialmente escavada por pessoas desconhecidas, e mais recentemente, escavações de Donald P. Ryan encontraram um grande número de objetos danificados de duas pessoas, possivelmente membros da nobreza. Algumas cerâmicas encontradas na tumba sugerem que foi feito durante o reinado de Tutemés IV e que a tumba pertenceu a um alto funcionário de seu reinado.